# تاوس بويبلو

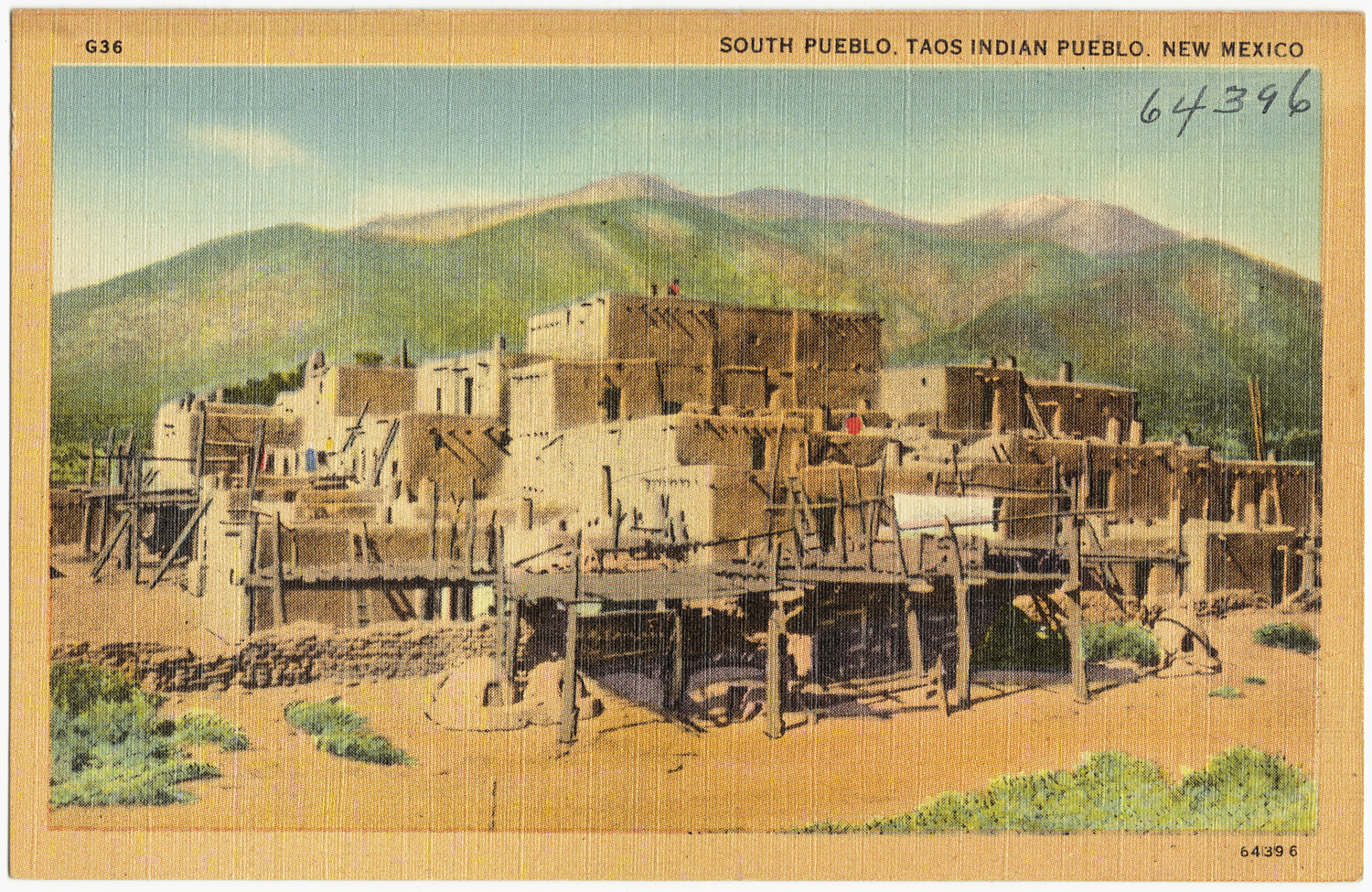
مجمع سكني في تاوس بويبلو.

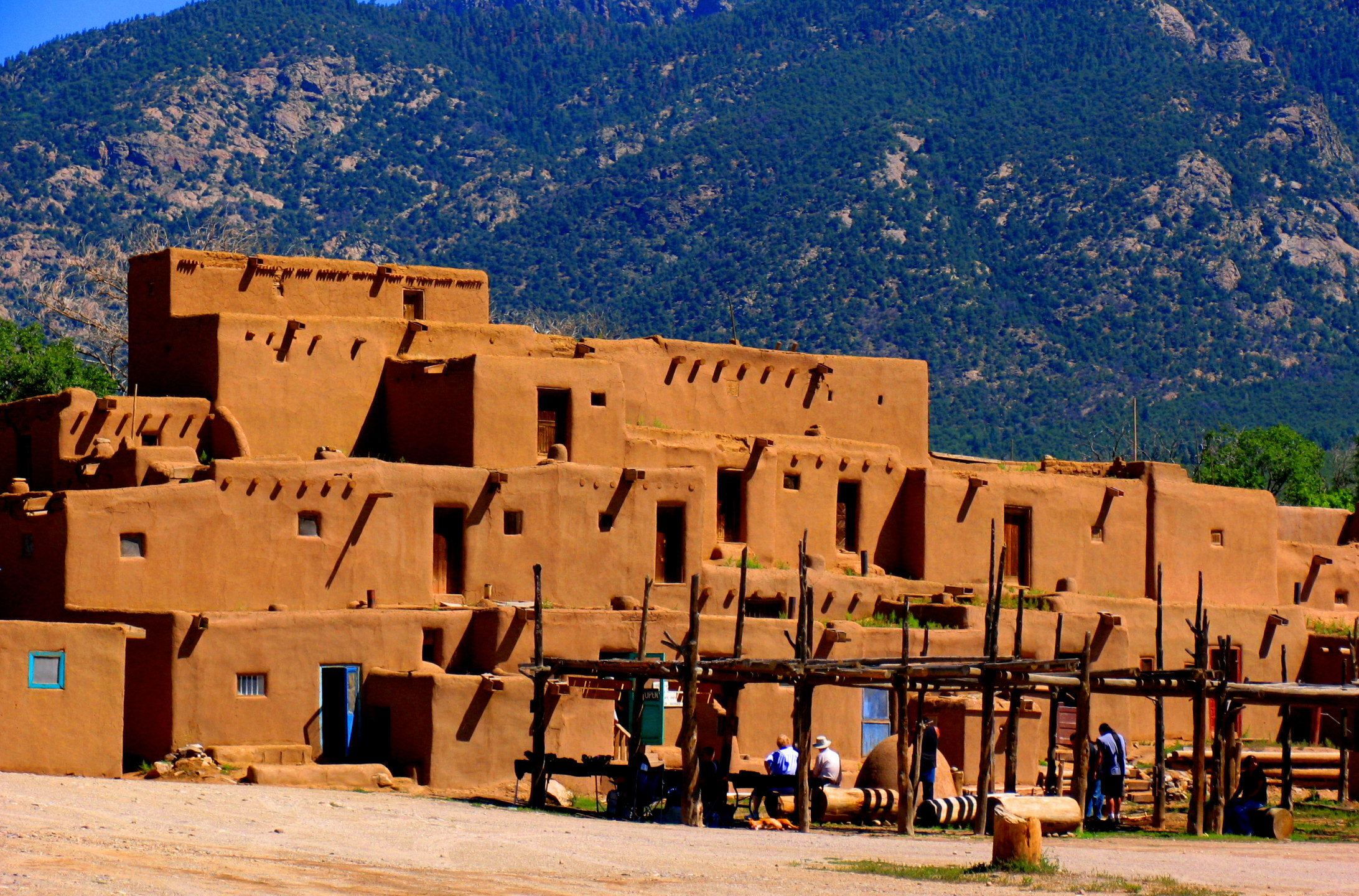

تاوس بويبلو (بالإنجليزية: Taos Pueblo)‏ هي بويبلو (قرية) قديمة تعود لقبيلة تاوس الأمريكية، وتقع شمال مدينة تاوس، نيو مكسيكو، الولايات المتحدة. يعد موقع تاوس بويبلو أحد مواقع التراث العالمي في الولايات المتحدة.

## معرض

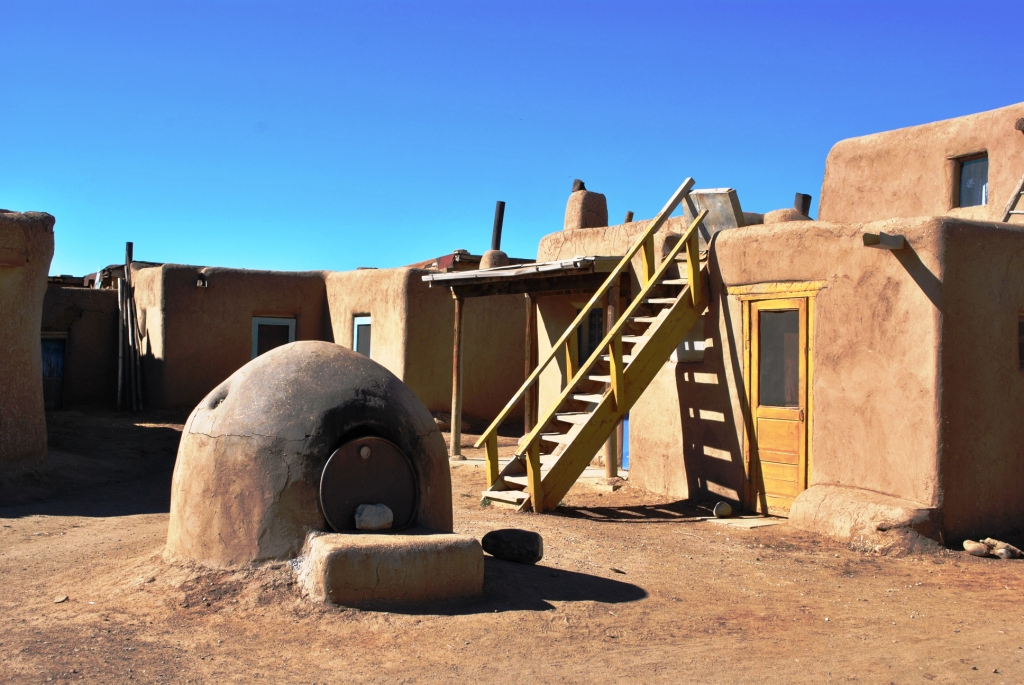
تاوس بويبلو
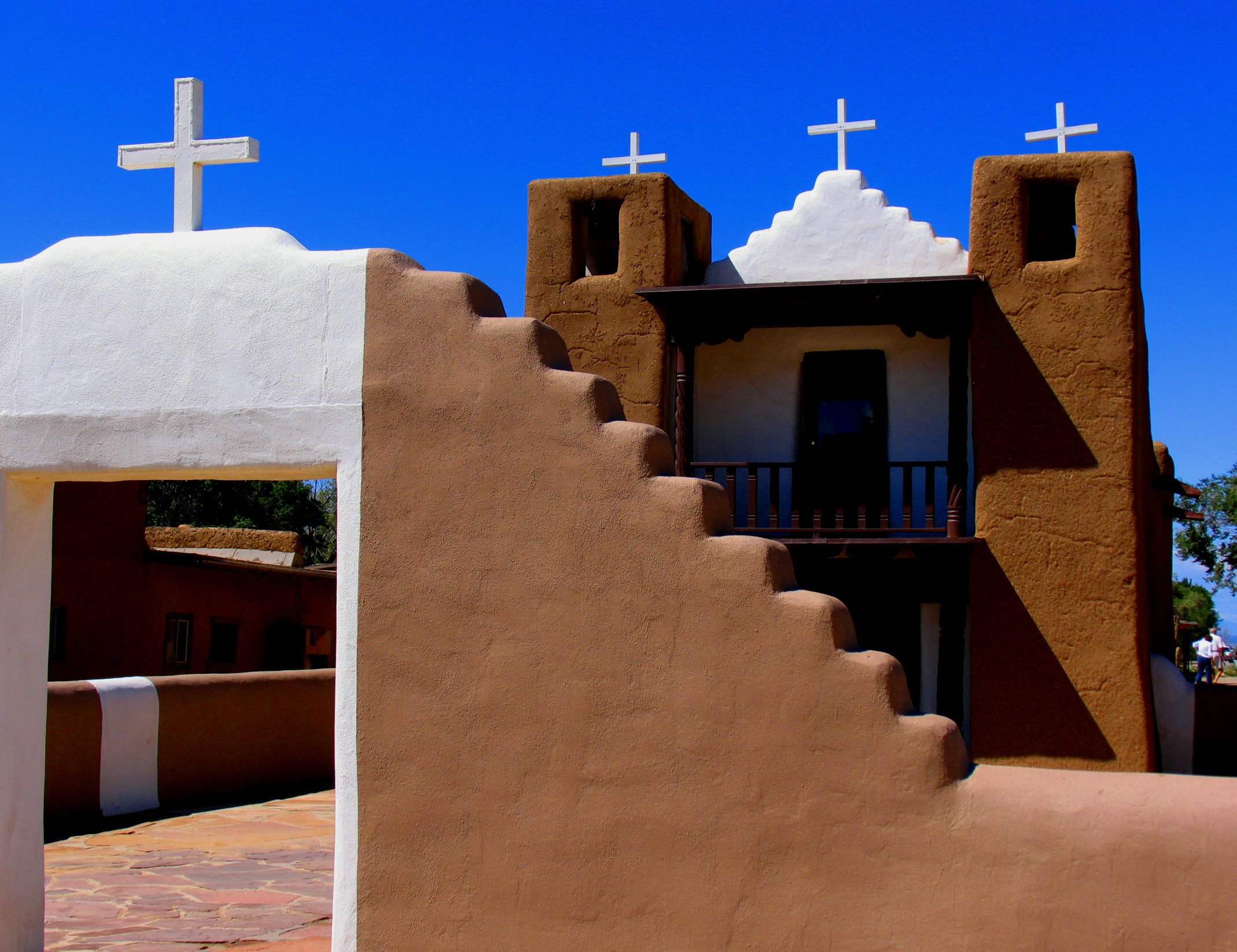
كنيسة تاوس بويبلو
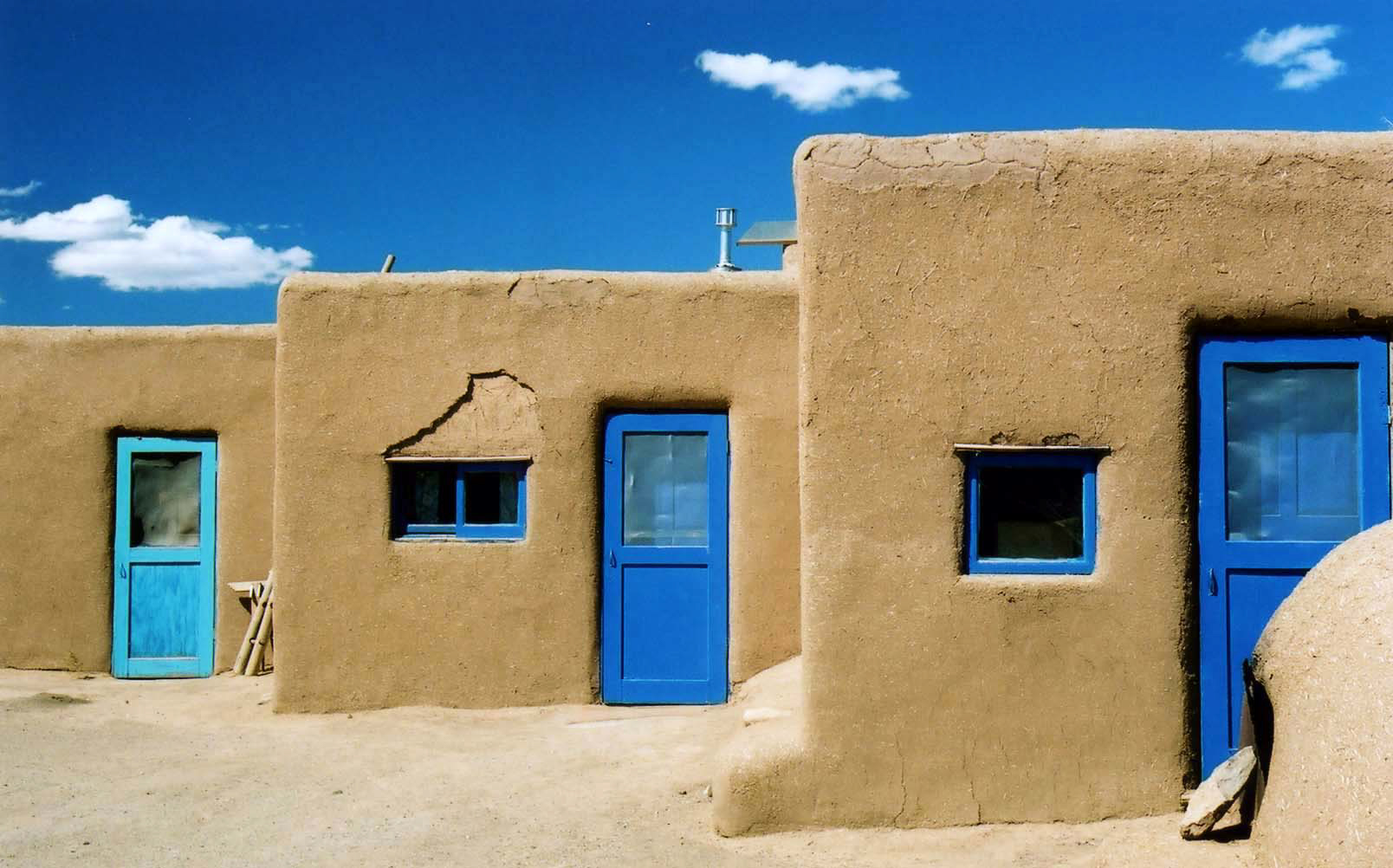
تاوس بويبلو 2
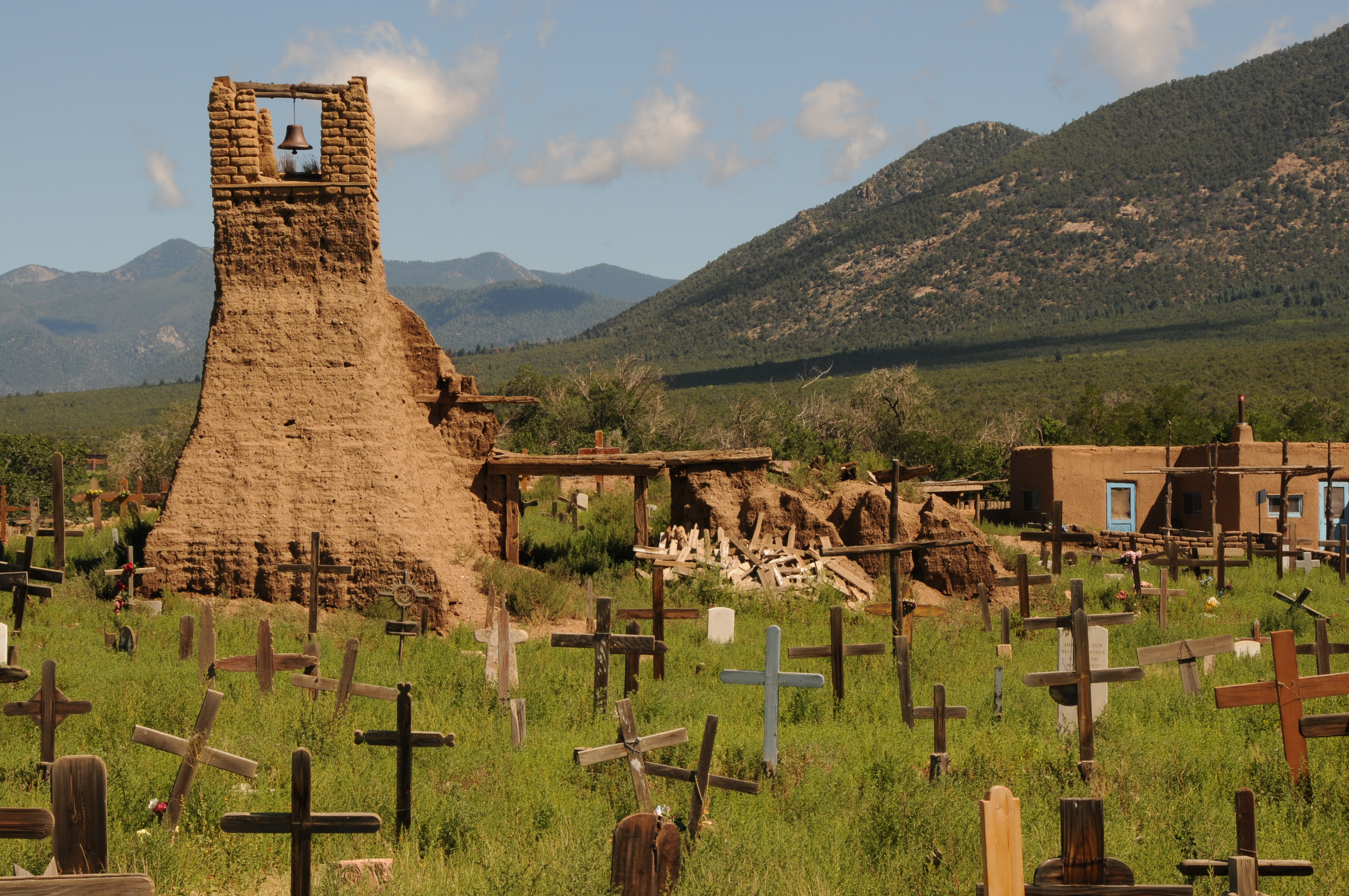
مقبرة تاوس بايبلو
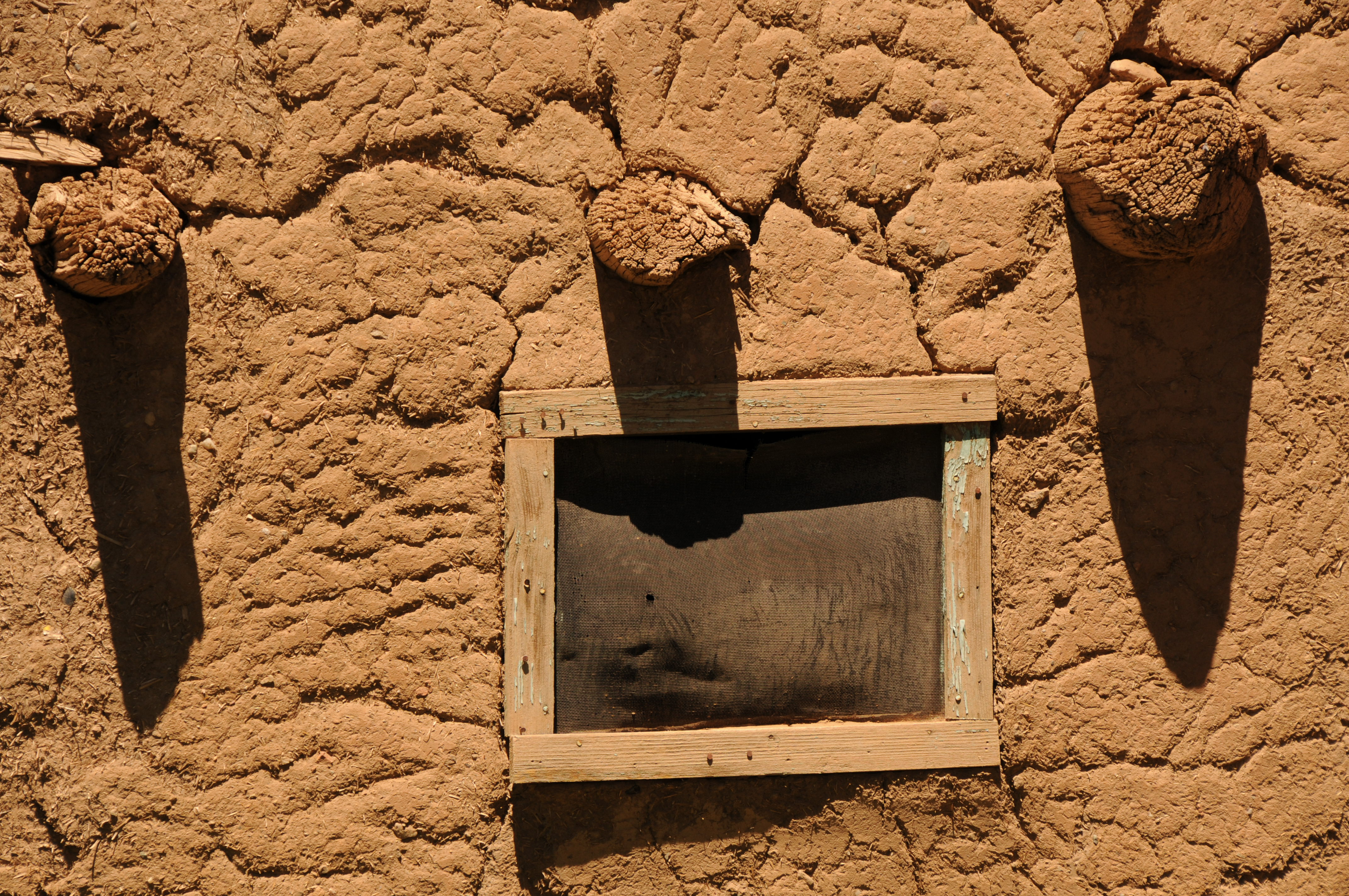
تفاصيل من الموقع